# Освальдо Фатторі
Освальдо Фатторі (італ. Osvaldo Fattori, 22 червня 1922, Верона — 27 грудня 2017) — колишній італійський футболіст, опорний півзахисник. По завершенні ігрової кар'єри — тренер.
Виступав у складі національну збірну Італії.
Дворазовий чемпіон Італії.

## Клубна кар'єра
Вихованець футбольної школи клубу «Аудаче Сан Мікеле».
У дорослому футболі дебютував 1941 року виступами за команду клубу «Віченца», в якій провів п'ять сезонів, взявши участь у 83 матчах чемпіонату.
Протягом 1946—1947 років захищав кольори команди клубу «Сампдорія».
Своєю грою за останню команду привернув увагу представників тренерського штабу клубу «Інтернаціонале», до складу якого приєднався 1947 року. Відіграв за «нераззуррі» наступні сім сезонів своєї ігрової кар'єри. Більшість часу, проведеного у складі «Інтернаціонале», був основним гравцем команди. За цей час двічі виборював титул чемпіона Італії.
Завершив професійну ігрову кар'єру у клубі «Брешія», за команду якого виступав протягом 1954—1959 років.

## Виступи за збірну
1949 року дебютував в офіційних матчах у складі національної збірної Італії. Протягом кар'єри у національній команді, яка тривала усього 1 рік, провів у формі головної команди країни 4 матчі. У складі збірної був учасником чемпіонату світу 1950 року у Бразилії.

## Кар'єра тренера
Розпочав тренерську кар'єру невдовзі по завершенні кар'єри гравця, 1960 року, очоливши тренерський штаб клубу «Марцотто Вальданьйо».
Згодом очолював команду клубу «Самбенедеттезе».
Останнім місцем тренерської роботи був клуб «Сольб'ятезе», команду якого Освальдо Фатторі очолював як головний тренер до 1970 року.

## Титули і досягнення
- Чемпіон Італії (2):

«Інтернаціонале»: 1952–53, 1953–54